# Albert Béguin
Albert Béguin (La Chaux-de-Fonds, 17 luglio 1901 – Roma, 3 maggio 1957) è stato un critico letterario e traduttore svizzero, specialista di letteratura francese, appartenente alla cosiddetta Scuola di Ginevra di critica letteraria.

## Biografia
Albert Béguin, nato da una famiglia calvinista e convertitosi poi al cattolicesimo nel 1940, ha preso il "baccalauréat" nella città natale nel 1919, poi fino al 1924 ha studiato all'Università di Ginevra dove si è laureato in lettere. Si è quindi trasferito a Parigi, dove ha fatto il libraio e il traduttore dal tedesco di autori come Jean Paul, E. T. A. Hoffmann, Goethe, Eduard Mörike, Ludwig Tieck, Achim von Arnim e Hermann  Keyserling. Ha quindi fatto il lettore di francese all'Università di Halle, in Germania, mentre scriveva quello che rimarrà come il suo liibro più conosciuto, L'âme romantique et le rêve (pubblicato la prima volta nel 1937), sul romanticismo tedesco.
Nel 1934, ottiene un posto di insegnamento a Ginevra, presso il Collège Jean-Calvin. Quindi nel 1937, sostiene la tesi di dottorato presso la stessa Università di Ginevra. Dal 1937 al 1946, insegna letteratura francese all'Università di Basilea, occupandosi di creazione poetica e dimensione spirituale in autori come Paul Claudel o Gérard de Nerval, nonché di inquietudine esistenziale presso Léon Bloy o Georges Bernanos, immagini di paradiso perduto in Alain-Fournier: tutta una serie di temi a lui congeniali e che lo portano a essere conosciuto e apprezzato tra gli studiosi di letteratura.
Dal 1942, fonda e dirige la rivista "Cahiers du Rhône" (da La Baconnière), sulle cui pagine ospita opere di Charles Péguy, Louis Aragon, Paul Éluard, Pierre Emmanuel, Loys Masson, Pierre Jean Jouve, Guy Lévis Mano, Jean Cayrol e Jules Supervielle, anche per aiutarli durante la guerra. Intanto collabora ad altre pubblicazioni, nella Svizzera neutrale, guidato dalla necessità di denunciare il nazismo e la persecuzione degli ebrei, sostenere la Francia e la sua resistenza. Tra queste vi sono la collana "Le Cri de la France" dell'Università di Friburgo e dove pubblica la sua famosa traduzione de La ricerca del Santo Graal.
Nel 1946, torna a Parigi. Alla morte di Emmanuel Mounier nel 1950, prende la direzione della rivista Esprit, che mantiene fino alla propria morte, cercando sulle sue pagine di difendere la libertà degli scrittori da tutti i totalitarismi. Fa inoltre studi sull'India e la Germania e scrive opere critiche su autori come Blaise Pascal, Honoré de Balzac, Gérard de Nerval, Charles Péguy, Léon Bloy o Charles-Ferdinand Ramuz.
Nel 1929, sposa Raymonde Vincent, autrice di romanzi, vincitrice del Prix Femina nel 1937.
La scuola di Ginevra di critica letteraria, già forte di grandi personalità come Georges Poulet, Jean-Pierre Richard e Marcel Raymond continua, dopo Béguin, negli studi di Jean Rousset e Jean Starobinski, suoi allievi.

## Opere
- L'âme romantique et le rêve, essai sur le romantisme allemand et la poésie française, 1937; 1939; 1946
- Gérard de Nerval, 1937; 1945 (su Gérard de Nerval)
- Nos Cahiers, 1942
- La Prière de Péguy, 1942 (su Charles Péguy)
- Léon Bloy l'impatient, 1944 (su Léon Bloy)
- Le Livre Noir du Vercors, 1944 (con altri)
- Faiblesse de l'Allemagne, 1946
- Balzac visionnaire, 1947 (su Honoré de Balzac)
- Bloy mystique de la douleur, 1948
- Patience de Ramuz, 1950 (su Charles Ferdinand Ramuz)
- Pascal, 1952 (su Blaise Pascal)
- Poésie de la présence, 1957
- Balzac lu et relu, 1965 (su Honoré de Balzac)
- Création et Destinée:
  - tomo I, Essais de critique littéraire: L'âme romantique allemande, L'expérience poétique, Critique de la critique (a cura di Pierre Grotzer), 1973
  - tomo II, La réalité du rêve (a cura di Pierre Grotzer, prefazione di Marcel Raymond), 1974
- Lettres 1920-1957 (con Marcel Raymond, a cura di Gilbert Guisan), 1976

curatele
- Gérard de Nerval, Textes choisis, 1939
- Gérard de Nerval, Poésies, 1944
- Gérard de Nerval, Aurélia e Les Filles de Feu, 1944
- Bernardo di Chiaravalle, Textes, a cura di Albert Béguin e Paul Zumthor, 1944
- La Quête du Graal (a cura di Albert Béguin e Yves Bonnefoy), 1945
- Honoré de Balzac, Petite collection Balzac, 12 voll., 1946
- Maurice Scève, Choix de textes, 1947
- Le romantisme allemand: textes et études, 1949
- Gérard de Nerval, Œuvres (2 tomi, a cura di Albert Béguin e Jean Richer), Bibliothèque de la Pléiade, 1952
- E. T. A. Hoffmann, Œuvres complètes, a cura di Albert Béguin e Madeleine Laval, 5 voll., 1956-58
- Honoré de Balzac, L'Œuvre de Balzac, a cura di Albert Béguin e Jean Ducourneau, 16 voll., 1964-67
- Georges Bernanos, Correspondance, 2 voll., 1971

edizioni italiane
- Profilo della Francia, trad. Claudio Leonardi, presentazione di Carlo Bo, Torino: ERI, 1957
- Léon Bloy mistico del dolore, con la corrispondenza inedita di Léon Bloy e Villiers de l'Isle-Adam, Alba: Ed. Paoline, 1958
- Saggi e testimonianze su Albert Beguin, trad. Romano Valera, Roma: Cinque Lune, 1958; come Guida alla lettura di Albert Beguin, ivi, 1978
- Esegesi dei luoghi comuni, Milano: Ed. Paoline, 1960
- L'anima romantica e il sogno: saggio sul romanticismo tedesco e la poesia francese, trad. Ulrico Pannuti, Milano: Il Saggiatore, 1967; Garzanti, 1975; Il Saggiatore 2003
- Pascal, trad. Marcella Giacomelli Deslex, Torino: SEI, 1976
- La ricerca del santo Graal, a cura di Albert Béguin e Yves Bonnefoy, Roma: Grandi Tascabili Economici Newton, 1991